# Where the Wild Roses Grow
Where the Wild Roses Grow je alternativní rocková píseň napsaná australským zpěvákem Nickem Cavem pro deváté album skupiny Nick Cave and the Bad Seeds Murder Ballads, společně s australskou zpěvačkou Kylie Minogue. Píseň vydala Nick Cave and The Bad Seeds, Tony Cohen a Victor Van Vugt a získala pozitivní ohlas hudebních kritiků. Píseň byla vydána jako první singl v říjnu 1995 a stala se nejúspěšnějším singlem skupiny.